# Нью-йоркские истории
«Нью-йоркские истории» (англ. New York Stories) — кинофильм 1989 года, состоящий из трёх частей, так или иначе посвящённых Нью-Йорку, которые сняты тремя разными режиссёрами:
- Мартином Скорсезе — новелла «Life Lessons» («Уроки жизни»);
- Френсисом Фордом Копполой — новелла «Life Without Zoë» («Жизнь без Зои»);
- Вуди Алленом — новелла «Oedipus Wrecks» (из-за непереводимой игры слов[1] в разных переводах «Гибель Эдипа», «Новый Эдип», «Эдипов комплекс», «Кошмарная мамочка»).

## «Уроки жизни»

### Съёмочная группа
- Режиссёр — Мартин Скорсезе
- Сценарий — Ричард Прайс
- Оператор — Нестор Альмендрос

В ролях:
- Ник Нолти — художник Лайонел Доби
- Розанна Аркетт — Полетт
- Стив Бушеми — Грегори Старк
- Появляются в качестве камео Питер Гэбриел, Дебби Харри, Мартин Скорсезе, Майкл Пауэлл

### Сюжет
Преуспевающий художник не может писать, когда в его жизни нет драмы. До ближайшей выставки его работ в Нью-Йорке остались считанные недели, а новых работ всё нет. Но вот из путешествия возвращается его любовница-ассистентка — оказывается, она теперь полюбила одного из комиков, выступающих по клубам. Начинается унизительная и безнадёжная борьба художника за девушку, но вместе с ней пробуждается вдохновение. С завершением новой картины завершается и драма. На выставке художник находит себе уже новую ассистентку.

## «Жизнь без Зои»

### Съёмочная группа
- Режиссёр — Ф. Ф. Коппола
- Сценарий — Ф. Ф. Коппола, София Коппола
- Оператор — Витторио Стораро

В ролях:
- Хитер Маккомб — Зои
- Джиа Коппола — Зои в детстве
- Джанкарло Джаннини — Клаудио
- Талия Шайр — Шарлотта

### Сюжет
Зои — дочь богатых и знаменитых родителей, которые живут порознь и которых она совсем не видит, заботится о ней дворецкий. Однажды она оказывается героиней почти сказочной истории. Одна восточная принцесса, не сдержав чувств от удивительной игры отца Зои на флейте, подарила ему драгоценную серьгу, и теперь её надо уберечь от гнева мужа. В завершение всего воссоединяется и семья Зои.

## «Эдипов комплекс»

### Съёмочная группа
- Режиссёр — Вуди Аллен
- Сценарий — Вуди Аллен
- Оператор — Свен Нюквист

В ролях:
- Вуди Аллен — Шелдон
- Миа Фэрроу — Лиза
- Кирстен Данст — дочь Лизы

### Сюжет
Рассказ об одной еврейской семье, в которой по всем канонам и традициям мать полностью опекает своего сына — Шелдона. Со временем эта забота перерастает в навязчивый контроль, и Шелдон начинает задумываться о вероятном облегчении с исчезновением матери из его жизни. Вскоре простой поход на представление фокусника меняет жизнь Шелдона, и его мечты и желания почти становятся реальностью.